# Taunggyi
Taunggyi (tiếng Miến Điện: တောင် ကြီး မြို့; MLCTS: Taung kri: mrui [tàuɴdʑí mjo̰]; Shan: ဝဵင်း တွင်ႇ ၵျီး [wen tɔŋ kji]), là thủ phủ của bang Shan, Myanmar. Taunggyi có dân số ước tính 205.000 thời điểm năm 2010, là thành phố lớn thứ tư tại Myanmar (xếp sau Mawlamyine), và ở độ cao 4.712 foot (1.436 m) trên mực nước biển. Taunggyi tên có nghĩa là "ngọn núi lớn" trong tiếng Miến Điện, và được đặt tên theo các sườn núi ở phía đông của thành phố, và đỉnh lồi lên được gọi là Taung-chun hoặc "Spur. Tại địa phương, nó thường được gọi là Phaya Taung. Sườn núi có một điểm lồi được gọi là Chauk Talone.
Mặc dù nằm trong bang Shan, người Shan không phải là cư dân chiếm ưu thế của thành phố này. Intha và Pa-O, cũng là những cư dân ban đầu của cao nguyên Shan, hình thức dân số có thể nhìn thấy nhất. Tuy nhiên họ là văn hóa và ngôn ngữ khác nhau từ các Shan. Gần đây đã được một làn sóng những người nhập cư Trung Quốc. Taunggyi nằm trong khu vực Myelat của bang Shan.

## Khí hậu
| Dữ liệu khí hậu của Taunggyi (1981-2010) | Dữ liệu khí hậu của Taunggyi (1981-2010) | Dữ liệu khí hậu của Taunggyi (1981-2010) | Dữ liệu khí hậu của Taunggyi (1981-2010) | Dữ liệu khí hậu của Taunggyi (1981-2010) | Dữ liệu khí hậu của Taunggyi (1981-2010) | Dữ liệu khí hậu của Taunggyi (1981-2010) | Dữ liệu khí hậu của Taunggyi (1981-2010) | Dữ liệu khí hậu của Taunggyi (1981-2010) | Dữ liệu khí hậu của Taunggyi (1981-2010) | Dữ liệu khí hậu của Taunggyi (1981-2010) | Dữ liệu khí hậu của Taunggyi (1981-2010) | Dữ liệu khí hậu của Taunggyi (1981-2010) | Dữ liệu khí hậu của Taunggyi (1981-2010) |
| Tháng                                    | 1                                        | 2                                        | 3                                        | 4                                        | 5                                        | 6                                        | 7                                        | 8                                        | 9                                        | 10                                       | 11                                       | 12                                       | Năm                                      |
| ---------------------------------------- | ---------------------------------------- | ---------------------------------------- | ---------------------------------------- | ---------------------------------------- | ---------------------------------------- | ---------------------------------------- | ---------------------------------------- | ---------------------------------------- | ---------------------------------------- | ---------------------------------------- | ---------------------------------------- | ---------------------------------------- | ---------------------------------------- |
| Cao kỉ lục °C (°F)                       | 27.8 (82.0)                              | 30.0 (86.0)                              | 33.0 (91.4)                              | 34.3 (93.7)                              | 34.6 (94.3)                              | 29.6 (85.3)                              | 28.5 (83.3)                              | 28.8 (83.8)                              | 28.7 (83.7)                              | 30.2 (86.4)                              | 30.0 (86.0)                              | 29.2 (84.6)                              | 34.6 (94.3)                              |
| Trung bình ngày tối đa °C (°F)           | 23.2 (73.8)                              | 25.0 (77.0)                              | 27.9 (82.2)                              | 29.3 (84.7)                              | 26.9 (80.4)                              | 25.0 (77.0)                              | 24.2 (75.6)                              | 24.0 (75.2)                              | 24.6 (76.3)                              | 24.8 (76.6)                              | 23.7 (74.7)                              | 22.6 (72.7)                              | 25.1 (77.2)                              |
| Trung bình ngày °C (°F)                  | 15.7 (60.3)                              | 17.5 (63.5)                              | 20.6 (69.1)                              | 22.8 (73.0)                              | 22.2 (72.0)                              | 21.4 (70.5)                              | 20.9 (69.6)                              | 20.8 (69.4)                              | 20.9 (69.6)                              | 20.3 (68.5)                              | 18.2 (64.8)                              | 15.8 (60.4)                              | 19.8 (67.6)                              |
| Tối thiểu trung bình ngày °C (°F)        | 8.1 (46.6)                               | 9.9 (49.8)                               | 13.3 (55.9)                              | 16.3 (61.3)                              | 17.4 (63.3)                              | 17.8 (64.0)                              | 17.7 (63.9)                              | 17.6 (63.7)                              | 17.2 (63.0)                              | 15.9 (60.6)                              | 12.7 (54.9)                              | 9.1 (48.4)                               | 14.4 (57.9)                              |
| Thấp kỉ lục °C (°F)                      | 3.9 (39.0)                               | 5.8 (42.4)                               | 8.5 (47.3)                               | 11.5 (52.7)                              | 12.7 (54.9)                              | 16.6 (61.9)                              | 16.4 (61.5)                              | 16.5 (61.7)                              | 15.7 (60.3)                              | 10.0 (50.0)                              | 6.0 (42.8)                               | 3.0 (37.4)                               | 3.0 (37.4)                               |
| Lượng Giáng thủy trung bình mm (inches)  | 2.7 (0.11)                               | 6.2 (0.24)                               | 9.6 (0.38)                               | 50.4 (1.98)                              | 172.0 (6.77)                             | 180.5 (7.11)                             | 214.4 (8.44)                             | 288.2 (11.35)                            | 280.9 (11.06)                            | 185.2 (7.29)                             | 76.9 (3.03)                              | 10.0 (0.39)                              | 1.477,1 (58.15)                          |
| Số ngày mưa trung bình                   | 0.4                                      | 0.9                                      | 1.6                                      | 5.8                                      | 15.5                                     | 20.0                                     | 22.8                                     | 24.5                                     | 20.9                                     | 14.5                                     | 6.2                                      | 1.1                                      | 134.1                                    |
| Số giờ nắng trung bình tháng             | 189.2                                    | 195.9                                    | 187.6                                    | 194.8                                    | 184.5                                    | 128.4                                    | 110.3                                    | 129.5                                    | 165.1                                    | 179.5                                    | 171.0                                    | 174.1                                    | 2.000,9                                  |
| Nguồn 1: Tổ chức Khí tượng Thế giới,     |                                          |                                          |                                          |                                          |                                          |                                          |                                          |                                          |                                          |                                          |                                          |                                          |                                          |
| Nguồn 2: Viện Khí tượng Na Uy            |                                          |                                          |                                          |                                          |                                          |                                          |                                          |                                          |                                          |                                          |                                          |                                          |                                          |